# Ульгер
Ульгер — загальна назва для народних сказань в жанрі героїко-історичного епосу у монголів і бурят.
Ульгери мають віршовану форму і налічують від сотень до декількох тисяч рядків. У минулому передавалися з вуст у вуста. Виконують (у монголів — ульгерчі, у бурятів — ульгерші) — під акомпанемент національного смичкового або щипкового музичного інструменту речитативом або співом.

У XIX — на початку XX століття одним з відомих улігерші був Маншуд Емегеєв, з вуст якого був записаний бурятський героїчний епос «Гесер».
У радянський період з середовища ульгерші були затребувані люди зі здатністю створювати нові літературні матеріали в традиційній епічній формі, як наприклад Аполлон Торо, який, крім виконання народних билин і оповідей, також став автором нових ульгерів: про Леніна (Ленін-Багша), про Радянську армію, про Велику Вітчизняну війну, про Москву, про нове життя в колгоспах.